# Sei Beberas Hilir
Sei Beberas Hilir is een bestuurslaag in het regentschap Indragiri Hulu van de provincie Riau, Indonesië. Sei Beberas Hilir telt 1489 inwoners (volkstelling 2010).